# Kluschino
Kluschino (russisch Клушино) ist ein Dorf in der Oblast Smolensk in Russland.
Bei Kluschino fand am 4. Juli 1610 die Schlacht von Kluschino statt, eine der großen Schlachten des Russisch-Polnischen Krieges 1609–1618. 1934 wurde Juri Gagarin, der erste Mensch im Weltraum, in Kluschino geboren. Ein Museum im Dorf erinnert an ihn.
Kluschino ist größte Ortschaft und Verwaltungssitz der – wie das 15 Kilometer südlich gelegene Rajonzentrum Gagarin (ehemals Gschatsk) – nach Juri Gagarin benannten Landgemeinde Gagarinskoje selskoje posselenije. Zur Gemeinde gehören insgesamt 19 Dörfer mit zusammen 715 Einwohnern (Stand 14. Oktober 2010).

## Bilder

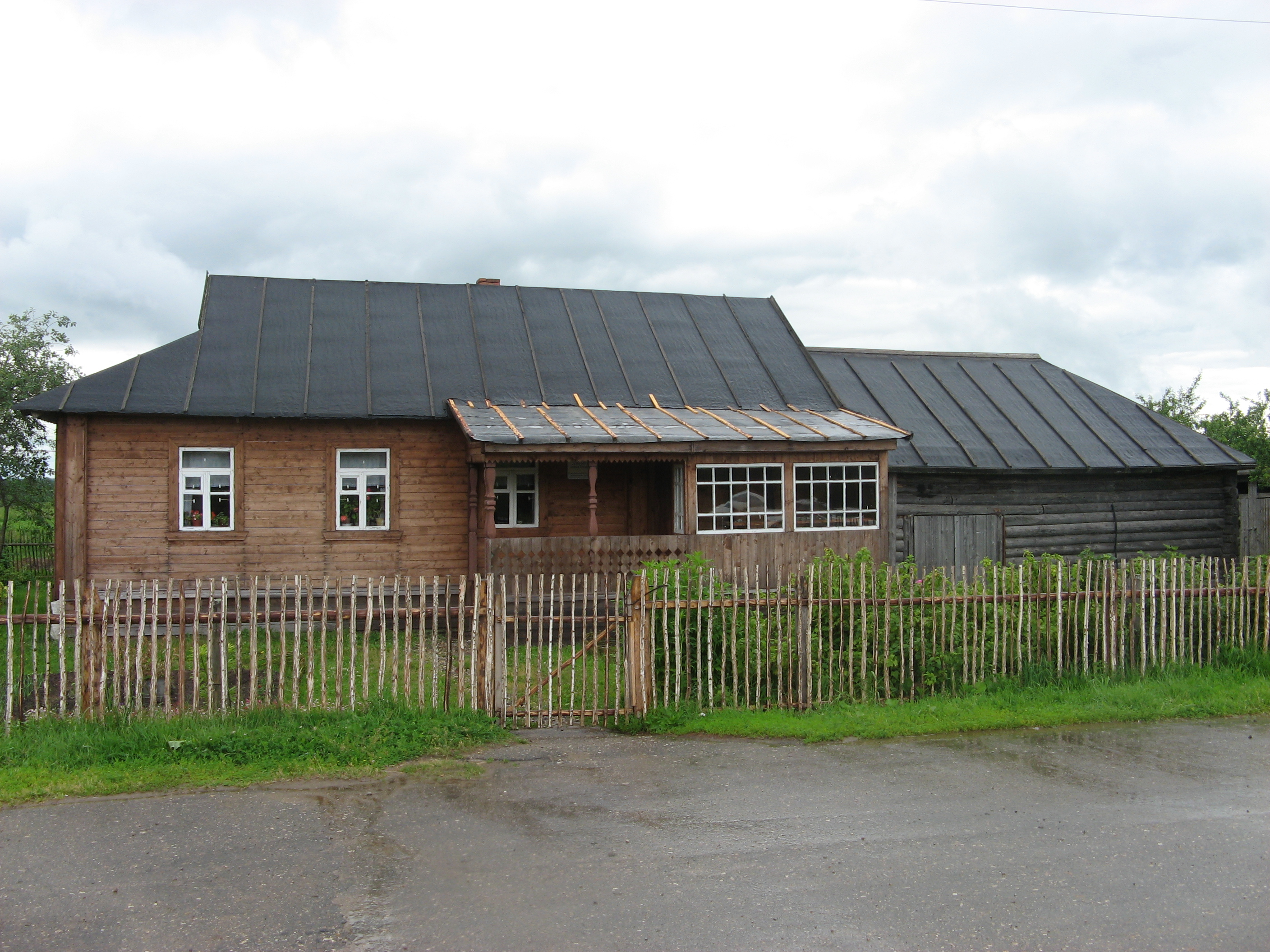
Das Juri-Gagarin-Geburtshaus (2008)
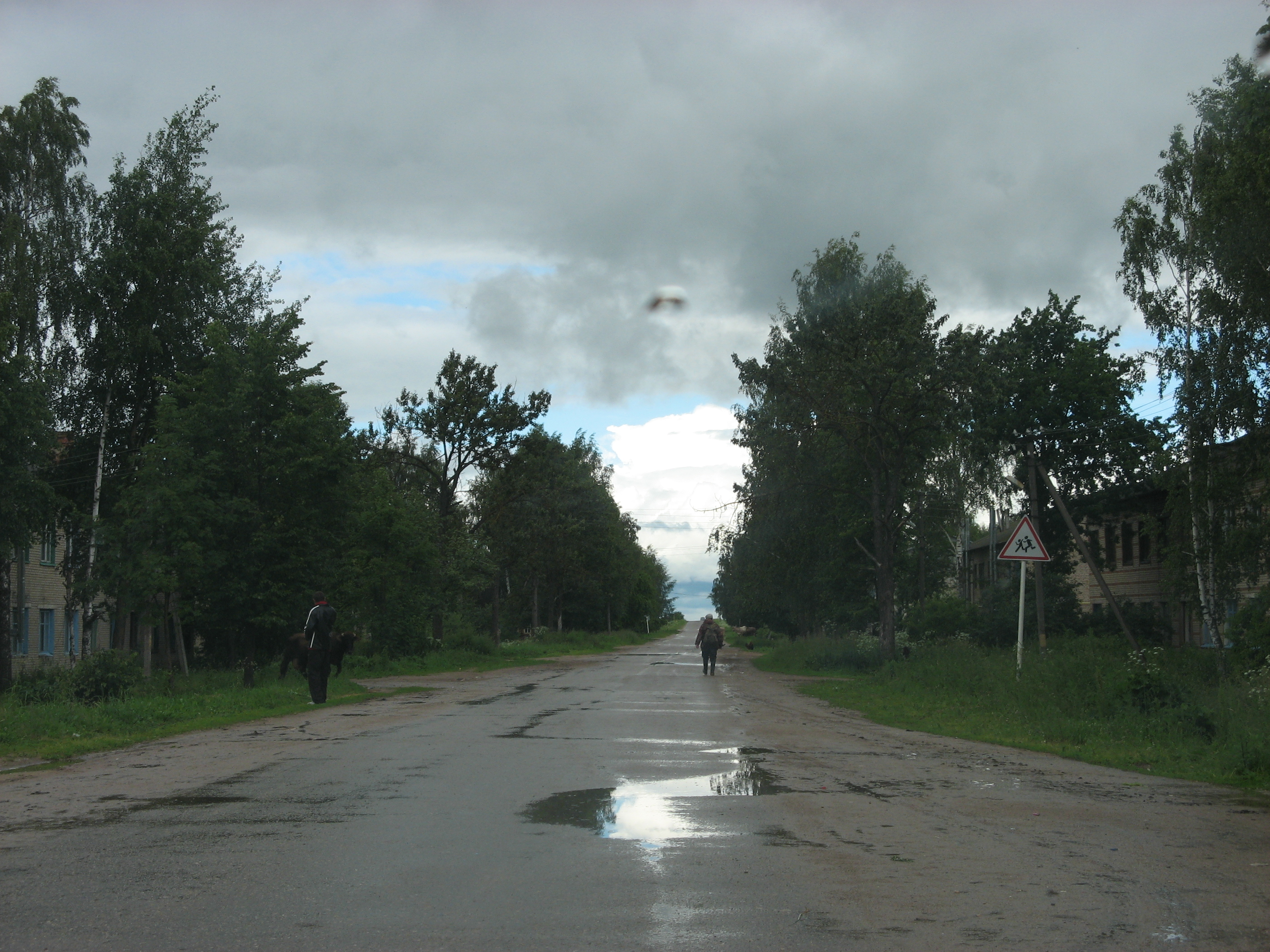
Straße in Kluschino
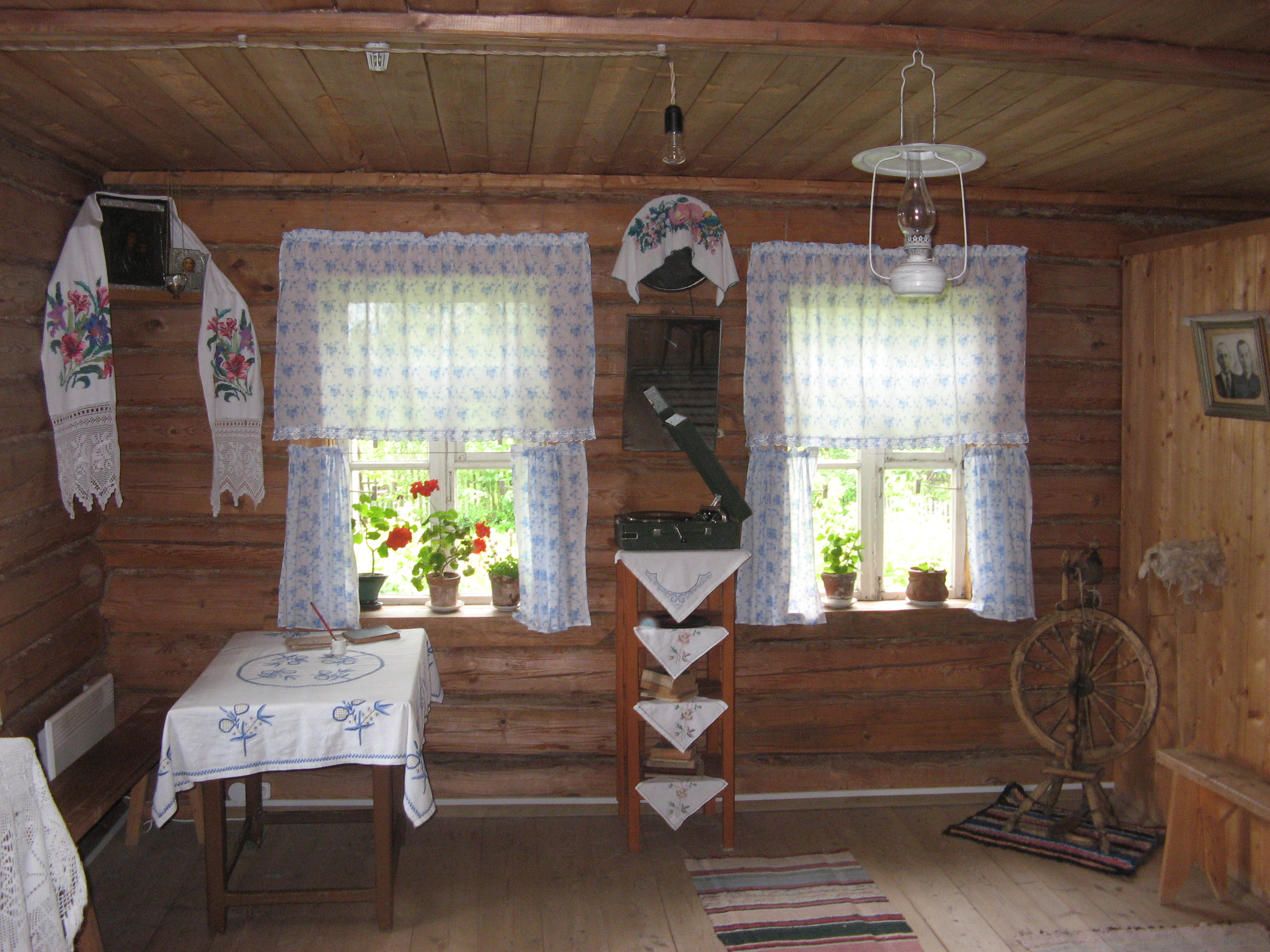
Im Geburtshaus Gagarins
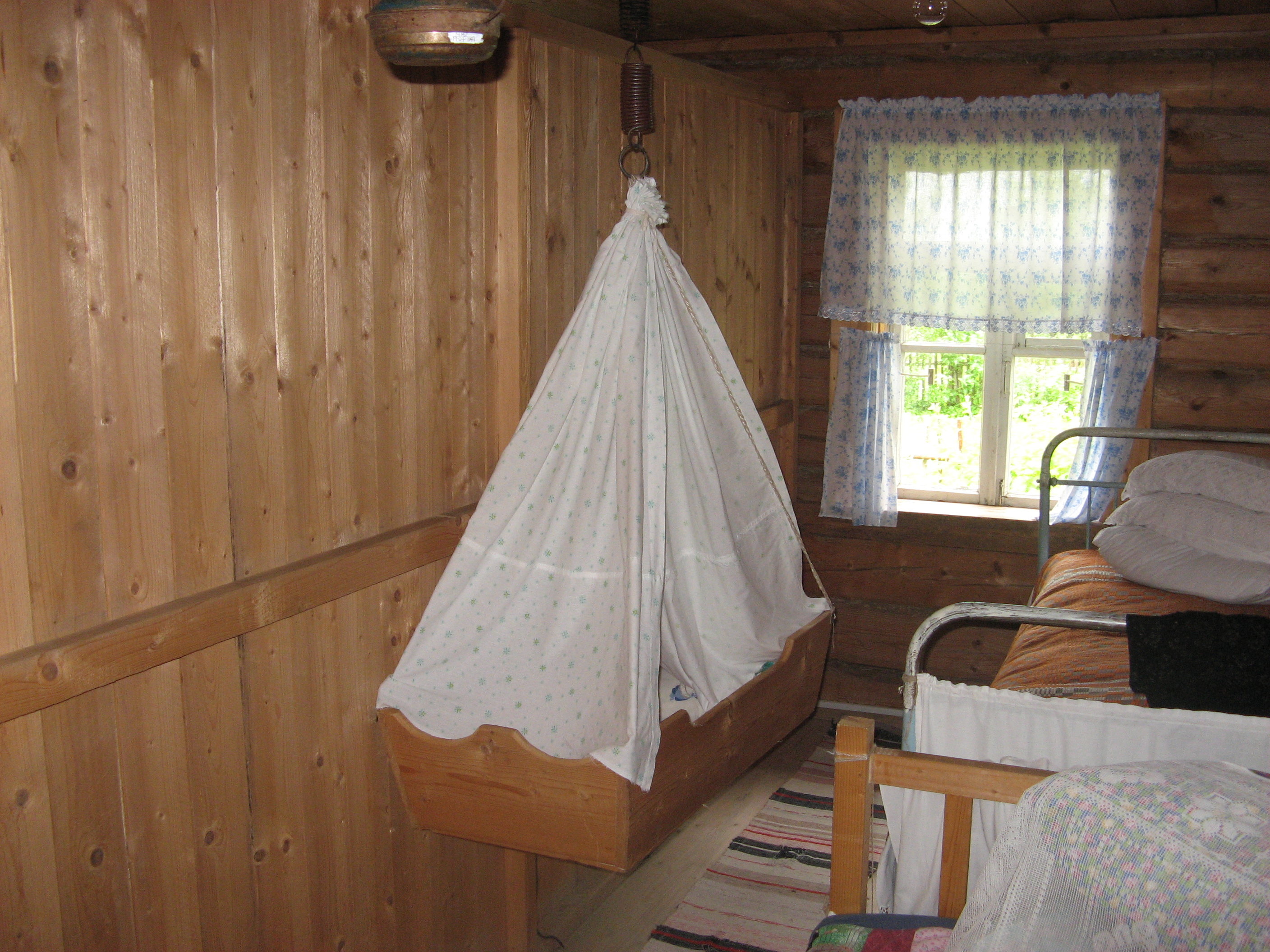
Schlafzimmer im Museum